# Michael Haubtmann
Michael Haubtmann (9. dubna 1843 Praha – 14. října 1921 Mnichov) byl německý malíř–krajinář, který se narodil a prožil mládí v Praze.

## Život
Narodil se v rodině pražského advokáta JUDr. Johanna Michaela Hauptmanna (1810–1873) a jeho manželky Emanuely, rozené Speil von Ostheim (1825–??). Měl mladšího bratra (předčasně zemřel) a sestru.
Michael Haubtmann studoval reálku na pražském Novém Městě a po absolvování gymnázia studoval v letech 1861–1867 práva na Karlově univerzitě v Praze. Byl také žákem Maxe Haushofera od roku 1861 do roku 1865. Po promoci v roce 1867 krátce pracoval jako právník, ale před rokem 1875 se přestěhoval do Mnichova. Tam byl zpočátku žákem krajináře Julia Langeho (1817–1878). Haubtmann cestoval do Švýcarska, Itálie, Řecka, Egypta a Norska.

## Dílo
Tématem Haubtmannových krajinomaleb a obrazů architektury jsou především náměty z Rakouska, Řecka a Itálie.
Jeho obrazy byly ve své době obecně kladně hodnoceny, např. časopis Ruch v roce 1885 vyzdvihl jeho dílo vystavené v Praze spolu s malbou Julia Mařáka slovy: „Krajinářství...co umělců krajinářů rodu mužského vlastně jen mistr Julius Mařák (Z Levanského údolí v Korutanech, čís. 96) a Dr. Michal Haubtmann (svými Athény, čís. 137) nad niveau produkce výhradně pro trh určené vynikají.“ Ocenění kvality malby se mu dostalo i od Renáty Tyršové.

## Galerie

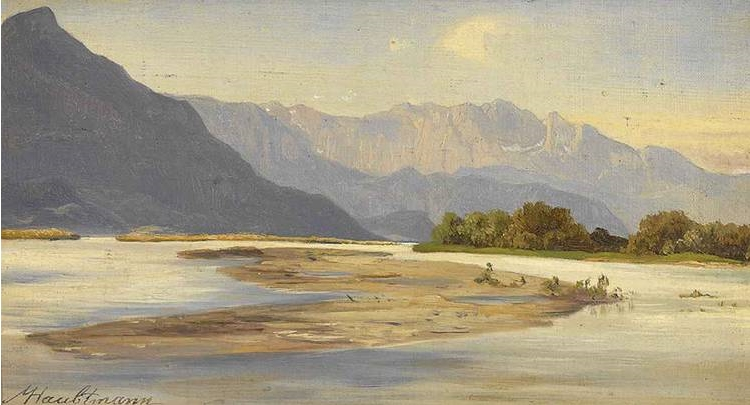
Wilder Kaiser a Kranzhorn na řece Inn
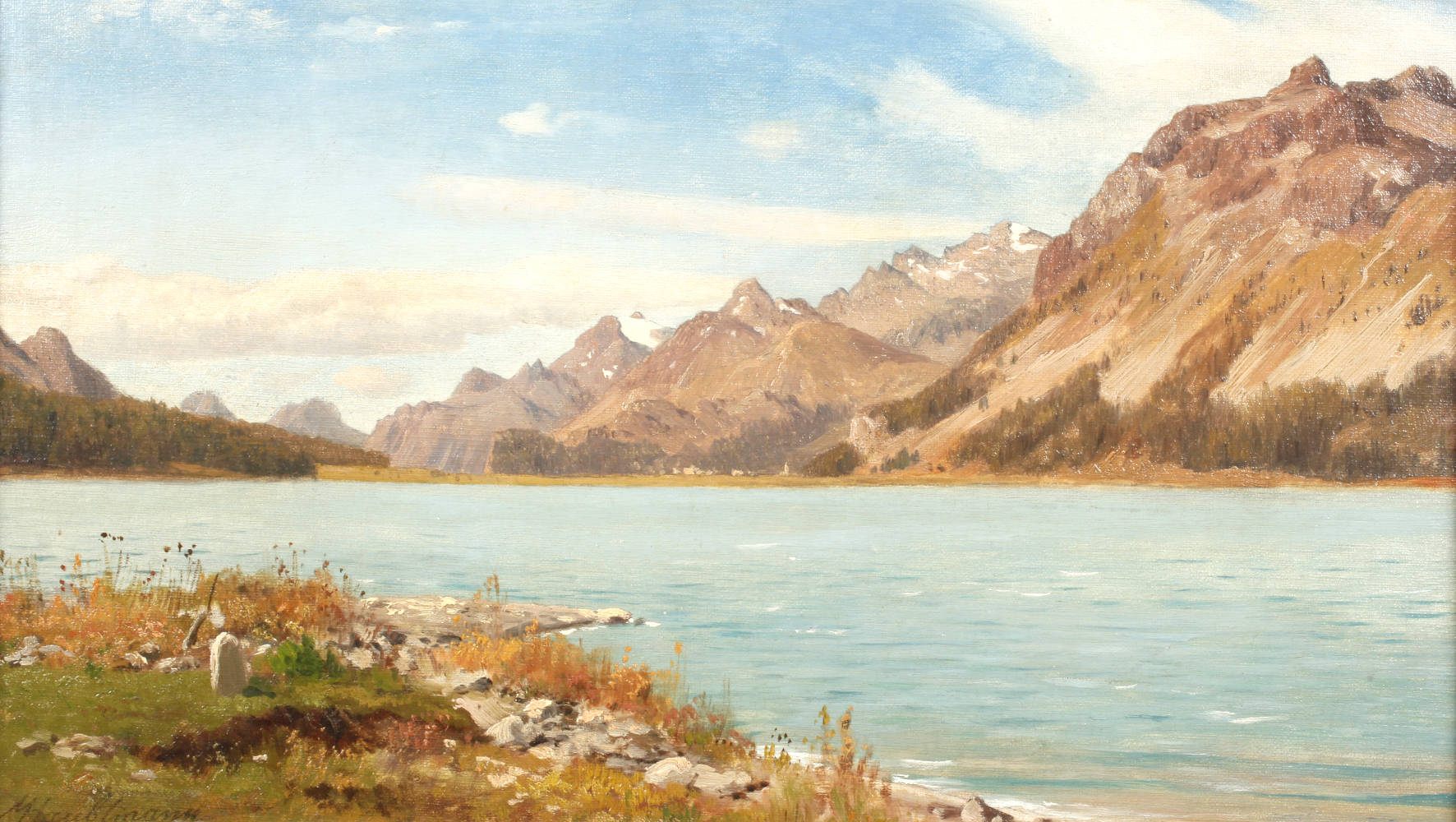
Letní krajina s horským jezerem (asi 1910, pravděpodobně Vierwaldstättersee)